# Brian Harradine
Richard William Brian Harradine, né le 9 janvier 1935 à Quorn en Australie-Méridionale et mort en Tasmanie le 14 avril 2014, est un homme politique australien, membre indépendant du Sénat australien de 1975 à 2005, représentant l'État de Tasmanie. Il est l'homme politique fédéral indépendant à la plus forte longévité dans l'histoire politique de l'Australie.

## Biographie

### Jeunesse
Harradine naît à Quorn, une ville d'Australie-Méridionale et déménage en Tasmanie en 1959, s'engageant, en tant qu'ouvrier, dans plusieurs syndicats.

### Carrière politique
Harradine devient en 1959 membre de la Federated Clerks Union of Australia, un syndicat représentant les employés de bureau. Il devient ensuite secrétaire général du Conseil des métiers et du travail de Tasmanie, fonction qu'il occupe de 1964 à 1976, et est membre de l'exécutif du Conseil australien des syndicats.
En 1968, l’exécutif fédéral du Parti travailliste australien refuse de le laisser siéger au sein de cette instance. Il est soupçonné d'entretenir des liens avec le Parti travailliste démocrate et a déclare que « les amis des communistes ont l'intention de tenter de me faire taire ». Les actions de l'exécutif incitent le leader du Parti travailliste, Gough Whitlam, qui soutient Harradine, à démissionner et à demander un renouvellement de son mandat au caucus. Whitlam est finalement réélu avec une faible marge, 38 voix contre 32, lors d'un scrutin où il est opposé à Jim Cairns.
En 1975, l'Exécutif fédéral, à la majorité d'une voix seulement, expulse Harradine. Elle rejette ensuite, avec la même marge, une tentative de convoquer une conférence spéciale pour faire appel de cette décision. L'action de l'exécutif intervient après que l'exécutif de l'État de Tasmanie a refusé de l'expulser. Il est accusé d'implication dans le Conseil civique national.
Il décide de se présenter aux élections fédérales de 1975 en tant qu'indépendant, pour un poste au Sénat et gagne confortablement. Par la suite, il reste sénateur jusqu'à sa décision de ne pas se représenter aux élections de 2004. Son mandat prend officiellement fin le 30 juin 2005.
De 1993 à 1999, Harradine et Mal Colston sont tous deux « Pères du Sénat », titre décerné aux sénateurs en fonction depuis la plus longue durée. Harradine détient seul le titre entre 1999 et 2005.
Il est une figure particulièrement importante du Sénat entre 1994 et 1999. De décembre 1994 à mars 1996, la composition du Sénat implique en effet que la somme de la voix de Harradine et de celles des travaillistes et des démocrates australiens est juste suffisante pour faire adopter une loi voulue par le gouvernement travailliste, ce qui rend son appui extrêmement précieux pour les deux côtés de l'échiquier politique. Après les élections de mars 1996 et la démission de Colston du groupe travailliste, les voix de celui-ci et de Harradine sont suffisantes pour l'adoption un projet de loi initié par la coalition au pouvoir, notamment le Native Title Act de 1998 (également connu sous le nom de « plan en dix points de Wik ») et la privatisation partielle de Telstra. Il obtient 350 millions de dollars de financement pour le développement des communications et la protection de l'environnement en Tasmanie en échange de son soutien à la loi sur Telstra. Cependant, il refuse de soutenir la Goods and Services Tax. Après le 1er juillet 1999, la coalition a besoin de quatre voix supplémentaires pour adopter une loi sénatoriale, de sorte que le vote d'Harradine devient moins important.

### Mort
En 2005, Harradine est victime d'un AVC et s'éloigne de la vie politique.
Il meurt le 14 avril 2014 à son domicile, en Tasmanie, à l'âge de 79 ans. Il avait subi plusieurs accidents vasculaires cérébraux avant sa mort. Le Premier ministre Tony Abbott offre à la famille de Harradine le droit à des obsèques nationales pour le défunt, ce qu'ils acceptent. Les funérailles ont lieu le 23 avril 2014 à la cathédrale Sainte-Marie de Hobart.

## Positions politiques
Harradine est conservateur sur le plan sociétal, suivant ses valeurs catholiques. Il s'oppose notamment au droit à l'avortement, à la recherche sur les cellules souches embryonnaires, au mariage homosexuel et à la pornographie. Il obtient un veto ministériel sur l'importation du RU 486 ou mifépristone, un produit abortif. Il met fin à l'aide australienne finançant la planification familiale, qui comprend des conseils en matière d'avortement,.
Ses positions fermement indépendantes sont remarquées, à une époque ou la majorité des hommes politiques votent selon la ligne de leur parti. Harradine défend lui ses valeurs et les propositions pouvant servir son territoire de Tasmanie.